# 1997 في الأوروغواي
فيما يلي قوائم الأحداث التي وقعت خلال عام 1997 في الأوروغواي.

## رياضة
- 1 يناير – بطولة أمم الأمريكتين لكرة السلة 1997

## مواليد

### يناير
- 3 يناير – نيكولاس ماتشادو لاعب كرة قدم أوروغواياني.[1]

### مارس
- 25 مارس – رودريجو أمارال لاعب كرة قدم أوروغواياني.[2]
- 29 مارس – خوسيه البرتي لاعب كرة قدم أوروغواياني.[3]

### أبريل
- 9 أبريل – فاكوندو والير لاعب كرة قدم أوروغواياني.

### يونيو
- 1 يونيو – نيكولاس دي لا كروز لاعب كرة قدم أوروغواياني.[4]
- 23 يونيو – نيكولاس غونزاليس لاعب كرة قدم أوروغواياني.[5]
- 25 يونيو – رودريغو بنتانكور لاعب كرة قدم أوروغواياني.

### سبتمبر
- 6 سبتمبر – سانتياغو ميلي لاعب كرة قدم أوروغواياني.[6]

## وفيات

### يناير
- 1 يناير – البرتو عبد االله (مواليد 1920)

### يونيو
- 11 يونيو – غونزالو فونسيكا (مواليد 1922) نحات أوروغواياني.[7]
- 27 يونيو – أوندينو فييرا (مواليد 1901) لاعب كرة قدم أوروغواياني.

### سبتمبر
- 21 سبتمبر – خوان بورغينيو (مواليد 1923) لاعب كرة قدم أوروغواياني.

### ديسمبر
- 28 ديسمبر – وليام مارتينيز (مواليد 1928) لاعب كرة قدم أوروغواياني.